# Pelagodoxa henryana
Genre
Espèce
Classification phylogénétique
Statut de conservation UICN

 CR B1+2d : 
En danger critique
Pelagodoxa henryana est une espèce de la famille des Arecaceae (palmiers). Elle est endémique des îles Marquises en Polynésie française. C'est une des deux espèces actuellement acceptées dans le genre Pelagodoxa.

## Taxinomie
Le genre Pelagodoxa a été décrit en 1917 par le botaniste italien Odoardo Beccari, et fait partie de la famille des Arecaceae, de la sous-famille des Arecoideae, de la tribu des Pelagodoxeae, qu'il partage avec le genre Sommieria .

## Distribution
Pelagodoxa henryana est endémique des Marquises.

## Seconde espèce du genre
- Pelagodoxa mesocarpa Burret ( Vanuatu )

### Pelagodoxa
- (en) NCBI : Pelagodoxa (taxons inclus)
- (en) GRIN : genre Pelagodoxa  Becc. (+liste d'espèces contenant des synonymes)

### Pelagodoxa henryana
- (en) NCBI : Pelagodoxa henryana (taxons inclus)
- (en) UICN : espèce Pelagodoxa henryana Becc., 1917 (consulté le 29 mai 2015)
- (en) GRIN : espèce Pelagodoxa henryana  Becc. ex Bois